# Bernard Loder

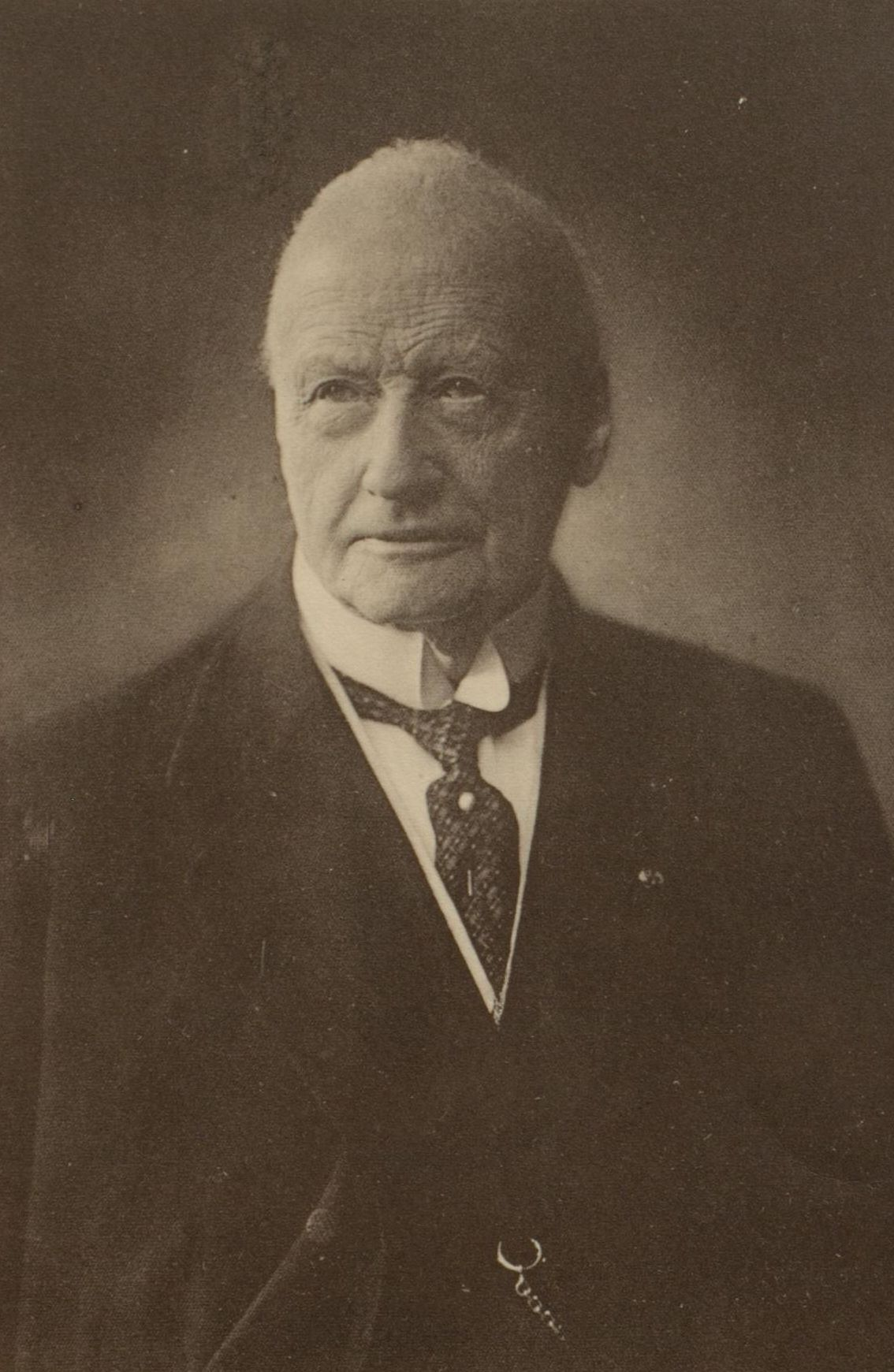
Bernard Loder

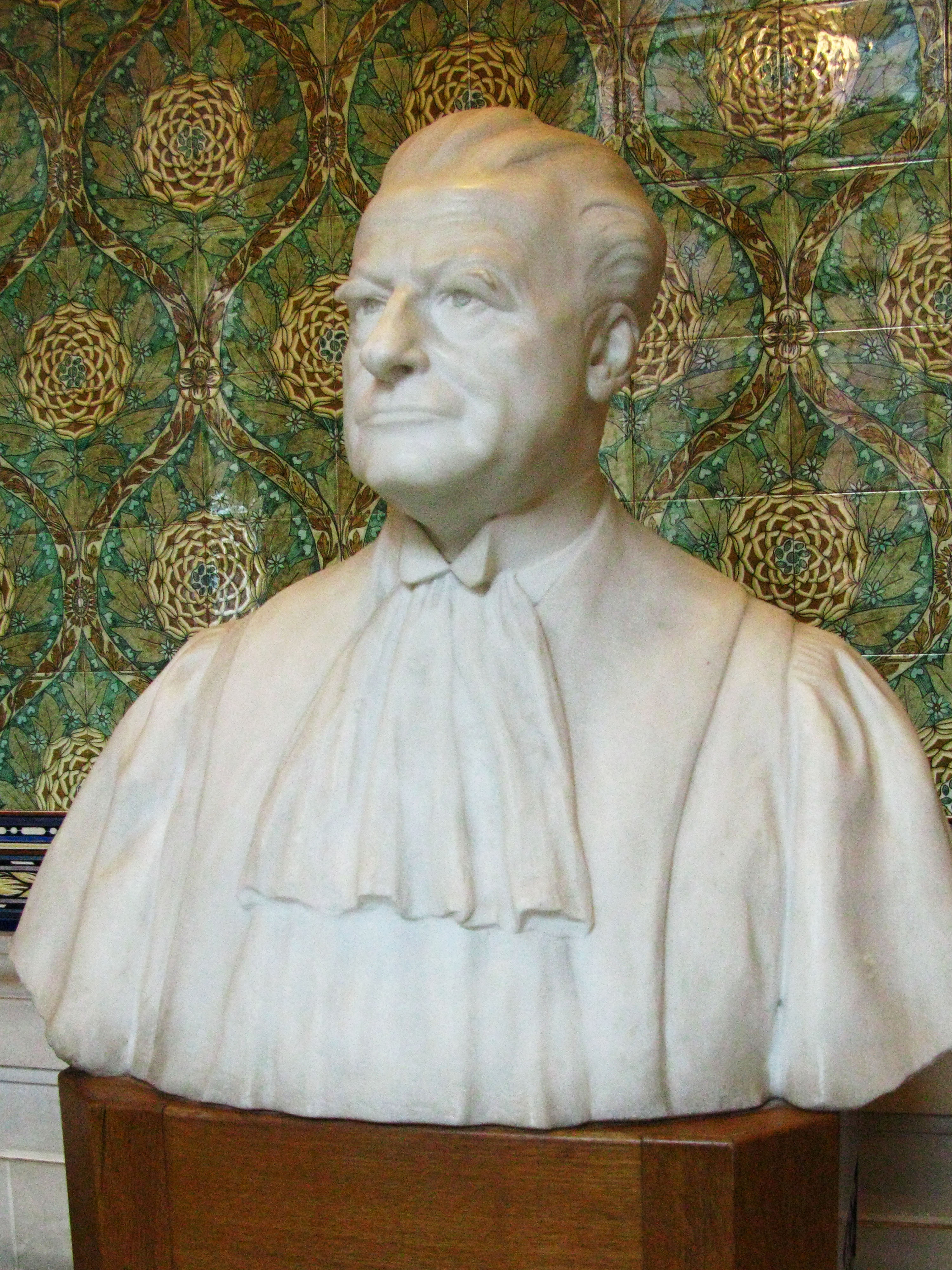
Büste von Bernard Loder im Friedenspalast in Den Haag

Bernard Cornelis Johannes Loder (* 13. September 1849 in Amsterdam; † 4. November 1935 in Den Haag) war ein niederländischer Jurist. Er gehörte von 1908 bis 1921 dem Hohen Rat der Niederlande an und wirkte von 1921 bis 1930 als Richter am Ständigen Internationalen Gerichtshof, darunter von 1921 bis 1924 als erster Präsident in der Geschichte des Gerichts. 

## Leben
Bernard Loder wurde 1849 in Amsterdam geboren und studierte Rechtswissenschaften am Athenaeum Illustre, der Vorläufereinrichtung der Universität von Amsterdam. 1873 promovierte er an der Universität Leiden. Sein Interesse galt im Folgenden vor allem dem internationalen Recht und insbesondere dem Bereich des Seerechts. 1897 gehörte er zu den Gründern des Comité Maritime International, dessen Aufgaben später teilweise von der Internationalen Seeschifffahrts-Organisation übernommen wurden. In den Jahren 1905, 1909, 1910 und 1923 vertrat er die Niederlande auf internationalen Konferenzen zum Seerecht, darüber hinaus war er einer der Delegierten seines Heimatlandes bei der Pariser Friedenskonferenz 1919.
Von 1908 bis 1921 gehörte er dem Hohen Rat der Niederlande an, dem obersten ordentlichen Gericht des Landes. Nachdem er 1920 Mitglied des Komitees war, welches das Statut des Ständigen Internationalen Gerichtshofs (StIGH) ausarbeitete, wurde er nach der Gründung des StIGH von 1921 bis 1924 dessen erster Präsident. Anschließend blieb er bis 1930 als Richter am Gerichtshof. Er war ab 1921 Mitglied des Institut de Droit international und vier Jahre später Präsident der 33. Sitzung des Instituts, die in Den Haag stattfand.
Bernard Loder war ab 1877 verheiratet und hatte zwei Töchter. Er starb 1935 in Den Haag.